# Agrostis canadensis
Agrostis canadensis é uma espécie de gramínea do gênero Agrostis, pertencente à família Poaceae.